# El derecho de nacer (radionovela)
El derecho de nacer fue una radionovela cubana realizada por el escritor y compositor de la misma nacionalidad Félix B. Caignet que se trasmitió en La Habana por primera vez el 1 de abril de 1948 a través de CMQ Radio. Con 314 episodios transmitidos de 20 minutos cada uno, fue un éxito radial en su país de origen, y posteriormente se ha adaptado en radio, cine, televisión e historieta alrededor del continente americano.
Los protagonistas de la primera emisión fueron la actriz española María Valero, quien sería reemplazada en el capítulo 200 por Minin Bujones, tras fallecer en un accidente; el papel del Dr. Alberto Limonta estuvo a cargo del actor Carlos Badias y el personaje de Mamá Dolores interpretado por Lupe Suárez.
Dentro de las adaptaciones para radio, entre 1949 y 1950 se transmitió una adaptación en Venezuela por Radio Continente, protagonizada por Luis Salazar, Olga Castillo y América Barrios. En 1950 se transmitió una versión mexicana en XEW que fue protagonizada por Dolores del Río, Alicia Montoya, Manolo Fábregas y Eduardo Arozamena. Por otro lado, una versión venezolana de Daniel Garrido Dávila en formato miniserie de cinco capítulos de 25 minutos cada uno se emitió en 2010 por las radios Continente, Familia y Z100; fue protagonizada por Luciano D'Alessandro como Albertico Limonta, Sabrina Seara como Isabel Cristina y Ana Castell como Mamá Dolores.